# Tectaria atropurpurea
Tectaria atropurpurea är en ormbunkeart som beskrevs av Alan Reid Smith. Tectaria atropurpurea ingår i släktet Tectaria och familjen Tectariaceae. Inga underarter finns listade.